# Julian E. Davies
Julian Edmund Davies, né en janvier 1932 et mort le 2 février 2025, microbiologiste britannique, professeur émérite et chercheur principal du Davies Lab, à l'Université de la Colombie-Britannique,.

## Biographie
Né en janvier 1932, Davies obtient un B.Sc. en 1953 et un doctorat en 1956 de l'Université de Nottingham.
Ses recherches portent sur l'interaction des petites molécules, et notamment des antibiotiques, avec les bactéries. Il fait des progrès importants dans la compréhension du fonctionnement des antibiotiques et de la façon dont les bactéries y deviennent résistantes, en particulier l'origine des gènes de résistance. Il est auteur ou co-auteur de plusieurs centaines d'articles scientifiques et d'au moins 6 livres.
Il est élu membre de la Royal Society en 1994 et est également membre de la Société royale du Canada et membre étranger de la National Academy of Sciences des États-Unis. Il est un ancien président de l'American Society for Microbiology.
Il est membre de la Faculté de 1000.
Il reçoit la médaille d'or de la Société américaine de microbiologie, le prix de la Society for General Microbiology  et reçoit le prix Bristol-Myers Squibb pour ses réalisations exceptionnelles dans la recherche sur les maladies infectieuses en 1999.